# Apocalipsa 5
Apocalipsa 5 este al cincilea capitol al Cărții Apocalipsa sau Apocalipsa lui Ioan din Noul Testament al Bibliei creștine. Cartea este în mod tradițional atribuită apostolului Ioan, dar identitatea precisă a autorului rămâne un punct de dezbatere academică. Acest capitol conține viziunea inaugurală a mielului pe tronul cerului.

## Text
Textul original a fost scris în greaca comună. Acest capitol este împărțit în 14 versete.

### Martori textuali
Unele manuscrise timpurii care conțin textul acestui capitol sunt (printre altele):
- Papirusul 115 (ca. AD 275; versete existente 8–9)
- Codex Sinaiticus (330-360)
- Codex Alexandrinus (400-440)

## Versetul 1

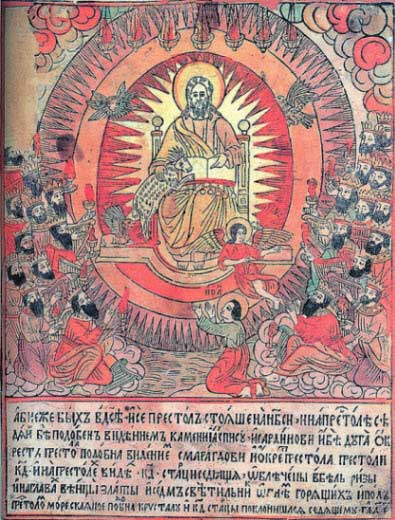
Mielul ia Cartea de la Domnul. Gravură din „Biblia săracilor” de, 1692-1696